# 卡德罗纳胸罩围栏

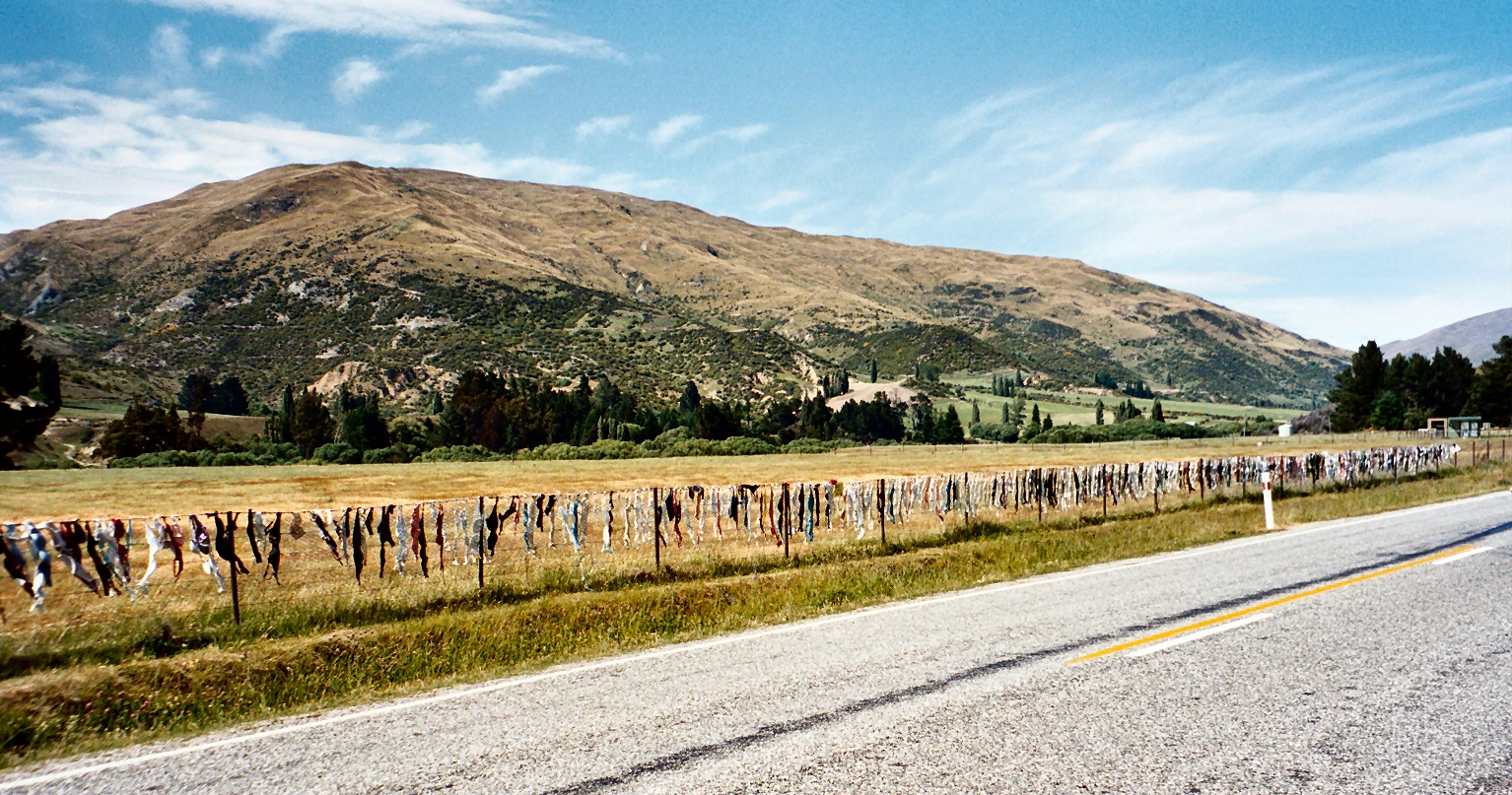
2002年10月的围栏

44°51′38″S 169°01′20″E / 44.860432°S 169.022169°E
卡德罗纳胸罩围栏（英語：Cardrona Bra Fence）是紐西蘭奧塔哥大區一处旅游景点。路人随手把胸罩挂在护栏上面，最终成为有两百多件胸罩的著名旅游景点。围栏靠近卡德罗纳谷地区西南方的瓦纳卡一处农场的道路旁。尽管该景点受到欢迎，但人们对其价值有不同的看法。胸罩围栏目前位于赛车道旁边。

## 起源
胸罩围栏起源于1998年和1999年之际，当时有四件胸罩被挂在道路旁的铁丝网上，原因不得而知。当由该地拥有者发布的为围栏增加胸罩的消息传开后，更多胸罩开始出现。截至当年2月底共有60件胸罩，但后来都被人给暗自摘掉，这件事经当地报纸报道后，立刻传到新西兰的媒体。
到了2000年12月，胸罩的数量增至200件，随后再次被人给摘掉，而这一次故事流传得更广，使得该围栏变成有些古怪的旅游景点，甚至远在欧洲的媒体也起了兴趣。出于关注，亲自或派人前往围栏挂胸罩的人数显著增加。2006年初，胸罩数量接近800件。

## 争议和拆除

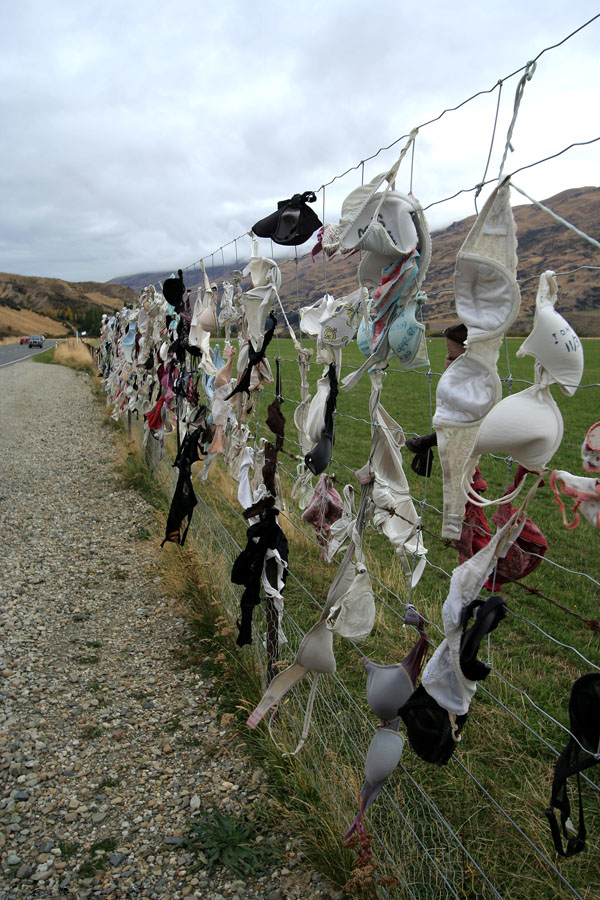
2006年3月的围栏

虽然有些对围栏作为旅游景点表示欢迎，有人则认为围栏令人尴尬且影响观瞻，这在该路段来往的司机是种障碍，法律问题使得人们频繁拿掉胸罩，这一举动在2006年年初频繁出现，有200件胸罩被摘掉。有当地人表示，一些在瓦纳卡附近上学的日本学生感到围栏很冒犯人，许多亚裔和南非人也这样认为。
然而，当地的牧场主约翰·李成为了围栏网站的监护人，表示拒绝从围栏上取下胸罩，因为他收到的关于围栏的信件中有90%是积极的，围栏让该地频繁出镜。
2006年4月28日，在考察了搁在道路专用范围上的围栏后，当地议会认为胸罩围栏存在“交通隐患”且“有碍观瞻”，要求拆掉围栏。拆掉围栏的要求，导致那年晚些时候在瓦纳卡附近举办一年一度的狂欢节上，出现了世界上最长的胸罩链，虽然由7400件胸罩组成的长链比世界纪录的10万件要短很多，但筹得超过一万新西兰元的善款。